# Jikkyō Powerful Pro Yakyū
Jikkyō Powerful Pro Yakyū (実況パワフルプロ野球, Jikkyou Pawafuru Puro Yakyuu), simplement appelé Power Pro ou encore Pawapuro, est une série de jeux vidéo de baseball, créée par Konami, sortie seulement au Japon. Elle est reconnaissable à ses personnages à grosse tête et un gameplay proche du style arcade. 
C'est une longue série au Japon, qui a commencé en 1994 sur Super Famicom pour se prolonger sur Saturn (de 1995 à 1997), sur PlayStation (de 1995 à 2003), sur Nintendo 64 (de 1997 à 2001), sur PlayStation 2 (de 2002 à 2007), sur Dreamcast (2000), sur GameCube (de 2002 à 2006) jusqu'à la Wii (à partir de 2007).
La série a également vu le jour sur consoles portables à partir de 1999, sous le titre Power Pro Kun Pocket, avec des versions pour la Game Boy Color, la Game Boy Advance et la Nintendo DS. Une version du jeu est également sortie sur PlayStation Portable.
Ce qui caractérise le mieux la série des Power Pro, ce sont ses personnages. Les joueurs de baseball de Power Pro (joueurs plus communément appelés « Pawapurokun ») sont représentés par des petits personnages avec des têtes particulièrement larges, sans bouche, sans nez, sans oreilles, ni cheveux. Les Pawapurokun sont un peu similaires au personnage Rayman, dans le sens où ils n'ont pas de jambes et leurs pieds ne sont pas connectés à leur corps, mais ils possèdent, néanmoins, des bras et des mains. Leurs mains n'ont pas de doigts et ressemblent plus à des sphères qu'à une main humaine. La série des Power Pro  utilise cette représentation dans chacun de ses jeux, bien que les améliorations graphiques et le gameplay a donné naissance à d'autres jeux se rapprochant plus de l'image que l'on se fait d'un vrai joueur de baseball. Tous les Pawapurokun se ressemblent assez et les seules façons de distinguer un joueur d'un autre sont leur maillot, la couleur de leur peau ou encore leur comportement.

## Jeux de la série
Voici ci-dessous une liste des jeux de la série des Power Pro.

### Série principale
Super Famicom
- Jikkyō Powerful Pro Yakyū '94 - 11 mars 1994 - Le premier jeu de la série
- Jikkyō Powerful Pro Yakyū 2 - 24 février 1995
- Jikkyō Powerful Pro Yakyū 3 - 29 février 1996
  - Jikkyō Powerful Pro Yakyū 3 '97 Haru - 20 mars 1997 - version du printemps

Nintendo 64
- Jikkyō Powerful Pro Yakyū 4 - 14 mars 1997
- Jikkyō Powerful Pro Yakyū 5 - 26 mars 1998
- Jikkyō Powerful Pro Yakyū 6 - 25 mars 1999

PlayStation 2
- Jikkyō Powerful Pro Yakyū 7 - 6 juillet 2000
  - Jikkyō Powerful Pro Yakyū 7 Kettei-ban - 21 décembre 2000
- Jikkyō Powerful Pro Yakyū 8 - 30 août 2001
  - Jikkyō Powerful Pro Yakyū 8 Kettei-ban - 20 décembre 2001

PlayStation 2 / GameCube
- Jikkyō Powerful Pro Yakyū 9 - 18 juillet 2002
  - Jikkyō Powerful Pro Yakyū 9 Kettei-ban - 19 décembre 2002
- Jikkyō Powerful Pro Yakyū 10 - 17 juillet 2003
  - Jikkyō Powerful Pro Yakyū 10 Chou Kettei-ban: 2003 Memorial - 18 décembre 2003
- Jikkyō Powerful Pro Yakyū 11 - 15 juillet 2004
  - Jikkyō Powerful Pro Yakyū 11 Chou Kettei-ban - 16 décembre 2004
- Jikkyō Powerful Pro Yakyū 12 - 14 juillet 2005
  - Jikkyō Powerful Pro Yakyū 12 Kettei-ban - 15 décembre 2005

PlayStation 2
- Jikkyō Powerful Pro Yakyū 13 - 13 juillet 2006
- Jikkyō Powerful Pro Yakyū 13 Kettei-ban - 14 décembre 2006

PlayStation 2 / Wii
- Jikkyō Powerful Pro Yakyū 14 / Jikkyō Powerful Pro Yakyū Wii - 19 juillet 2007
  - Jikkyō Powerful Pro Yakyū 14 Kettei-ban / Jikkyō Powerful Pro Yakyū Wii Kettei-ban - 20 décembre 2007
- Jikkyō Powerful Pro Yakyū 15 - 24 juillet 2008

### Série alternative
PlayStation
- Jikkyō Powerful Pro Yakyū '95 - 22 décembre 1994
- Jikkyō Powerful Pro Yakyū '95 Kaimaku-ban - 14 juillet 1995
- Jikkyō Powerful Pro Yakyū '97 Kaimaku-ban - 28 août 1997
- Jikkyō Powerful Pro Yakyū '98 Kaimaku-ban - 23 juillet 1998
- Jikkyō Powerful Pro Yakyū '98 Kettei-ban - 23 décembre 1998
- Jikkyō Powerful Pro Yakyū '99 Kaimaku-ban - 22 juillet 1999
- Jikkyō Powerful Pro Yakyū '99 Kettei-ban - 25 décembre 1999
- Jikkyō Powerful Pro Yakyū 2000 Kaimaku-ban - 19 juillet 2000
- Jikkyō Powerful Pro Yakyū 2000 Kettei-ban  - 21 décembre 2000
- Jikkyō Powerful Pro Yakyū 2001 - 7 juin 2001
- Jikkyō Powerful Pro Yakyū 2001 Kettei-ban - 20 décembre 2001
- Jikkyō Powerful Pro Yakyū 2002 Haru - 14 mars 2002
- Jikkyō Powerful Pro Yakyū Premium-ban - 23 janvier 2003

Saturn
- Jikkyō Powerful Pro Yakyū '95 Kaimaku-ban - 28 juillet 1995
- Jikkyō Powerful Pro Yakyū S - 4 décembre 1997

Super Famicom
- Jikkyō Powerful Pro Yakyū '96 Kaimaku-ban - 19 juillet 1996
- Jikkyō Powerful Pro Yakyū Basic-ban '98 - 19 mars 1998

Game Boy
- Power Pro GB - 26 mars 1998

Dreamcast
- Jikkyō Powerful Pro Yakyū DreamcastEdition - 30 mars 2000

Nintendo 64
- Jikkyō Powerful Pro Yakyū 2000 - 29 avril 2000
- Jikkyō Powerful Pro Yakyū Basic-ban 2001 - 29 mars 2001

PlayStation Portable
- Jikkyō Powerful Pro Yakyū Portable - 1er avril 2006
- Jikkyō Powerful Pro Yakyū Portable 2 - 5 avril 2007
- Jikkyō Powerful Pro Yakyū Portable 3 - 29 mai 2008
- Jikkyō Powerful Pro Yakyū Portable 4 - 17 septembre 2009
- Power Pro Success-Legends - 25 février 2010

PlayStation 2
- Jikkyō Powerful Pro Yakyū 2009 - 19 mars 2009

Wii
- Jikkyō Powerful Pro Yakyū Next - 19 mars 2009

### Série des Major League
PlayStation 2 / GameCube
- Jikkyō Powerful Major League - 11 mai 2006

PlayStation 2 /Wii
- Jikkyō Powerful Major League 2 - 4 octobre 2007
  - MLB Power Pros / Wii - 3 octobre 2007, version américaine
- Jikkyō Powerful Major League 3 - 2 octobre 2008
- Jikkyō Powerful Major League 2009 - 29 avril 2009

Nintendo DS
- Jikkyō Powerful Major League 3 - 25 août 2008

### Série desPower Pro-kun Pocket
Game Boy Color
- Power Pro-kun Pocket - 1er avril 1999
- Power Pro-kun Pocket 2 - 30 mars 2000

Game Boy Advance
- Power Pro Kun Pocket 3 - 21 mars 2001
- Power Pro-kun Pocket 4 - 20 mars 2002
- Power Pro-kun Pocket 5 - 23 janvier 2003
- Power Pro-kun Pocket 6 - 4 décembre 2003
- Power Pro-kun Pocket 1+2 - 29 juillet 2004
- Power Pro-kun Pocket 7 - 2 décembre 2004
- Power Pocket Dash - 23 mars 2006

Nintendo DS
- Power Pocket Koushien - 4 août 2005
- Power Pro-kun Pocket 8 - 1er décembre 2005
- Atsumare! Power Pro-kun no DS Koushien - 3 août 2006
- Power Pro-kun Pocket 9 - 7 décembre 2006
- Power Pro-kun Pocket 10 - 6 décembre 2007
- Power Pro-kun Pocket 11 - 18 décembre 2008

Nintendo DS / Nintendo DSi
- Power Pro-kun Pocket 12 - 3 décembre 2009
- Power Pro-kun Pocket 13 - 25 novembre 2010

### Autres apparitions
- Konami Krazy Racers (Game Boy Advance, 2001) - un Pawapurokun apparait parmi les personnages jouables.
- DreamMix TV World Fighters (GameCube, 2003) - un Pawapurokun est disponible au début du jeu comme un personnage jouable.